# بورغفين هيرمانسون
بورغفين هيرمانسون هو لاعب كرة قدم آيسلندي في مركز حراسة المرمى، ولد في 27 يونيو 1938 في آيسلندا، وتوفي في 24 مايو 2012. شارك مع منتخب آيسلندا لكرة القدم. أما مع النوادي، فقد لعب مع نادي فالور.

## وصلات خارجية
- بورغفين هيرمانسون على موقع عالم كرة القدم.نت (الإنجليزية)